# Sportnographe
Le Sportnographe  est une émission de radio québécoise diffusée sur certaines stations de la Première Chaîne de Radio-Canada, de janvier 2009, à juin 2012 et de retour sur les ondes depuis février 2020. L'émission prolonge l'humour d'un site Web du même nom fondé en 2004.

## Description
Le Sportnographe est un site Web qui offre un regard humoristico-intellectuel sur le monde du sport, principalement le hockey et plus particulièrement sur les Canadiens de Montréal. Les chroniqueurs usent de sarcasme pour commenter les boires et déboires de l'équipe montréalaise en analysant et parodiant la dérive médiatique dont elle est l'objet.
Les succès du site sont indissociables du réseautage à travers la communauté des blogueurs, mais aussi de la participation active des visiteurs et du travail de pseudo-expertise de ses chroniqueurs vedettes à moustache. Dès ses débuts, Le Sportnographe a su miser sur les avantages du Web 2.0 en invitant les visiteurs à soumettre leurs contenus.

## Historique
Le site a été fondé en 2004 par Olivier Niquet, Alexandre Provencher et Jean-Philippe Wauthier, rejoints depuis par Louis-Philippe Michaud et Jean-Philippe Pleau. Olivier Niquet est détenteur d'une maîtrise en études urbaines et concepteur de sites Web. Alexandre Provencher possède une maîtrise en génie informatique et travaille dans ce domaine. Jean-Philippe Wauthier est journaliste à la télévision de Radio-Canada et termine une maîtrise en politique. Louis-Philippe Michaud a étudié en multimédia et travaille dans ce domaine. Jean-Philippe Pleau est journaliste à la radio de Radio-Canada et est sociologue. Tous sont des partisans inconditionnels des Canadiens de Montréal.
Avril 2006, Marc Durand rencontrait les artisans du Sportnographe dans le cadre d'une entrevue pour l'émission ‘’Au-dessus de la mêlée’’ sur les ondes de Radio-Canada. La diffusion du reportage devant le public potentiellement intéressé de l'émission animée par Mario Langlois a contribué à faire connaître le site à un plus large public. La vidéo est disponible sur le site Dailymotion.
Février 2007, Olivier Niquet et Jean-Philippe Wauthier étaient interviewés par Jacques Bertrand à l'émission Macadam Tribus sur les ondes radiophoniques de Radio-Canada. L'extrait audio de l'entrevue est disponible sur le site de Radio-Canada.
Cette invitation a débouché sur une collaboration ponctuelle à cette émission hebdomadaire. Le Sportnographe y a participé à cinq reprises au cours des dernières années.
Avril 2008, au plus fort des séries éliminatoires, le Sportnographe a été invité à Tout le monde en parle. Le jour de l'enregistrement, toutefois, l'actualité fut telle que l'invitation fut retirée, avec la promesse de remettre la partie à la prochaine saison. Le Sportnographe avait déjà été cité à Tout le monde en parle au cours d'une entrevue avec Jacques Demers.
Avril 2008, trois chroniqueurs du Sportnographe ont participé à l'émission de Christiane Charette à la radio de Radio-Canada, ce qui a contribué à accroître le nombre de visiteurs sur le site de même que la crédibilité des experts.
Juillet 2008, Patrick Lagacé félicitait le ‘’Sportnographe’’ pour sa prédiction ‘’Alcine va en manger une simornaque’’. Le boxeur québécois ayant subi la défaite par KO à la 6e round face au boxeur portoricain Daniel Santos.
Juillet 2008, Première capsule audio de Pierre Trudel « Trente fréquences seconde ». Chaque capsule du chroniqueur de concession 1B de Sportnographe contiendra sa vision des événements sportifs les plus récents.
Les journaux ont parlé à maintes reprises du site. C'est le cas du Journal de Montréal, du Droit, et de La Presse.
En mai 2012, l'équipe annonce la fin de son émission de radio pour continuer sur internet.
La dite émission de radio est remplacée par La soirée est (encore) jeune sur ICI Radio-Canada Première composée en partie de la même équipe radio que Sportnographe.
En mai 2016, les collaborateurs de La soirée est (encore) jeune annoncent à la blague le retour d'Olivier Niquet à la barre du Sportnographe 2 en raison de la forte pression du public.
En février 2020, l'émission est de retour sous forme de balado avec Yvan Piquette (Olivier Niquet), Paul Meilleur-AuCoin (Jean-Philippe Pleau) et Réal Munger (Jean-Philippe Wauthier). Les épisodes sont disponibles en ligne Sportnographe, le balado et sur la plateforme Ohdio.
Jean-Sébastien Girard, bien qu'il soit un collaborateur régulier d'Olivier Niquet et de Jean-Philippe Wauthier, n'a jamais écouté le Sportnographe.

## Indicatifs
De nombreuses personnalités ont accepté d'enregistrer des indicatifs présentant le « Pod'Casque » du Sportnographe. En voici quelques-uns.
- Jean-René Dufort
- Jean-François Mercier
- Alfa Rococo
- Guy A. Lepage
- Normand L'Amour
- Patrick Lagacé
- Serge Bouchard
- Edgar Fruitier
- Pauline Marois
- Claude Rajotte
- Stefie Shock
- Anne Dorval
- Charles Tisseyre
- Georges Laraque
- Christian Bégin

Lors de la baladodiffusion de l'émission de Radio, La présentation est fait par une voix électronique appelé Gunter.

## Sections
- Les chroniques : les chroniques constituent la base du site. Généralement courtes (300 mots), elles prennent la forme de comptes-rendus de matchs, de commentaires sur l'actualité autour de l'équipe, de descriptions en direct des parties ou des événements spéciaux, ou de fausses entrevues. Les visiteurs peuvent émettre des commentaires à la suite de ces chroniques.
- Les citations : il s'agit d'une des sections les plus populaires du site, qui compte plus de 1000 citations différentes. Ces citations loufoques de joueurs ou de journalistes sont ajoutées par les responsables du site ou soumises par les lecteurs. Ces derniers peuvent aussi évaluer les citations grâce à un système de votation et les commenter.
- Bière et bretzels : cette section se veut une parodie de la section "toasts et café" du Journal de Montréal. C'est un peu un fourre-tout où les responsables inscrivent des réflexions, font des annonces, ou ajoutent des liens qu'ils jugent intéressants.
- Sportnographe.TV : il s'agit d'un bêtisier en forme de montage vidéo des meilleurs moments de la semaine en matière de citations sportives. Tirées des émissions de fins de soirées et de la description des matchs, ces capsules d'environ quatre minutes résument l'enflure et la bêtise médiatique en un coup d'œil.
- Les Pod'Casques : les Pod'Casques (podcasts) sont des enregistrements audio disponibles en baladodiffusion d'environ 45 minutes. Il y est question de sujets divers liés à l'actualité, de sites de la semaine, et d'analyses relatives à des sports autres que le hockey. De plus, des entrevues sont menées avec des personnalités du monde sportif. Jusqu'à maintenant, Jean Dion, Pierre Trudel, Jacques Doucet, Ti-Guy Émond et Jean-Marc Chaput ont été interviewés.
- Les jeux de la semaine : il s'agit d'un amalgame de vidéos tirés de services comme YouTube. Ces vidéos sont soumises par les lecteurs ou publiées par les responsables du site.
- La ligue des Plamplemousses : cette section permet à tous un chacun de s'improviser commentateur en soumettant des textes à la manière des chroniques du Sportnographe. Les lecteurs peuvent facilement y publier leurs propres chroniques.
- La galerie : c'est à cet endroit que sont publiées les images loufoques prises sur le Web. Les lecteurs peuvent y soumettre leurs images.
- La question "et puis euh j'pense que" : il s'agit d'un sondage absolument pas scientifique et mis à jour au gré de l'actualité sportive.
- Le forum Petsi : c'est le forum de discussion du Sportnographe. Il compte plus de 100 membres qui y discutent quotidiennement de sujets divers et qui partagent leurs découvertes.
- La question du Baron : cet espace permet au Baron de répondre aux questions des lecteurs du site.
- Le blogue du Baron : il s'agit d'un blogue qui se veut une parodie des blogues de journalistes sportifs. Le Baron y discute de ses aventures sur Facebook, de sa vie de famille et y publie ses recettes.

## Collaborateurs spéciaux/chroniqueurs de concession
- Jean Dion, chroniqueur sportif, Le Devoir
- Pierre Trudel, journaliste sportif, La Presse
- Matthieu Simard, romancier
- Christian Roch, correspondant à Québec